# Ню² Большого Пса
Ню2 Большого Пса, 7 Большого Пса (лат. ν² Canis Majoris) — звезда, которая находится в созвездии Большой Пёс на расстоянии около 64,4 светового года от нас. Вокруг звезды на расстоянии около 1,9 а. е. обращается как минимум одна планета-газовый гигант. ν² Большого Пса является оранжевым гигантом класса K; его звёздная величина составляет 3,94m.

## Китайское наименование
В китайской астрономии ν² Большого Пса называется 野雞, на пиньине — Yějī, что означает «фазан», так как звезда является довольно заметной и отстоит отдельно от других.

## Характеристики
ν² Большого Пса представляет собой оранжевый гигант, по размерам превосходящий наше Солнце в 2,3 раза. Масса звезды составляет 1,52 солнечной; температура поверхности приблизительно равна 4792 кельвинов. По светимости ν² Большого Пса превосходит Солнце в 11,3 раза.

## Планетная система
В 2011 году команда астрономов из проекта «Тихоокеанский планетный обзор» (Pan-Pacific Planet Search) объявила об открытии планеты 7 Большого Пса b в системе этой звезды. Проект направлен на изучение 170 звёзд южного полушария с целью поиска у них планет. Данная планета является первой, открытой в рамках проекта. 7 Большого Пса b относится к классу газовых гигантов. Её масса равна 2,6 массы Юпитера. Год на планете длится около 763 суток.